# Bilha
Bilha là một thị xã và là một nagar panchayat của quận Bilaspur thuộc bang Chhattisgarh, Ấn Độ.

## Nhân khẩu
Theo điều tra dân số năm 2001 của Ấn Độ, Bilha có dân số 8992 người. Phái nam chiếm 51% tổng số dân và phái nữ chiếm 49%. Bilha có tỷ lệ 58% biết đọc biết viết, thấp hơn tỷ lệ trung bình toàn quốc là 59,5%: tỷ lệ cho phái nam là 68%, và tỷ lệ cho phái nữ là 49%. Tại Bilha, 17% dân số nhỏ hơn 6 tuổi.